# Генриково (Лідзбарський повіт)
Генриково (пол. Henrykowo) — село в Польщі, у гміні Орнета Лідзбарського повіту Вармінсько-Мазурського воєводства.
Населення — 391 особа (2011).

## Демографія
Демографічна структура станом на 31 березня 2011 року:
|          | Загалом | Допрацездатний вік | Працездатний вік | Постпрацездатний вік |
| -------- | ------- | ------------------ | ---------------- | -------------------- |
| Чоловіки | 201     | 41                 | 146              | 14                   |
| Жінки    | 190     | 48                 | 105              | 37                   |
| Разом    | 391     | 89                 | 251              | 51                   |